# Оандуська сільська рада
О́андуська сільська рада (ест. Oandu külanõukogu, рос. Оандуский сельский совет) — сільська рада в Естонській РСР, адміністративно-територіальна одиниця в складі повіту Вірумаа (1945—1949), Йигвіського повіту (1949—1950) та Ківіиліського району (1950—1954).

## Населені пункти
Сільській раді підпорядковувалися села: Оанду (Oandu), Венеоя (Veneoja), Пійлсе (Piilse), Коолма (Koolma), Ребу (Rebu), Ряеза (Rääsa), Оямаа (Ojamaa), Тарумаа (Tarumaa), Ліпу (Lipu), Вірунурме (Virunurme), Люмату (Lümatu), Кауквере (Kaukvere), Раудна (Raudna).

## Історія
13 вересня 1945 року на території волості Майдла у Віруському повіті утворена Оандуська сільська рада з центром у селі Раудна.
25 лютого 1949 року сільрада разом з волостю Майдла відокремлена від повіту Вірумаа, ставши складовою частиною утвореного повіту Йигвімаа.
26 вересня 1950 року, після скасування в Естонській РСР повітового та волосного поділу, сільська рада ввійшла до складу новоутвореного Ківіиліського сільського району.
17 червня 1954 року в процесі укрупнення сільських рад Естонської РСР Оандуська сільська рада ліквідована, а її територія склала південну частину Майдласької сільської ради.